# Otto Winkelmüller (Architekt, vor 1889)
Otto Winkelmüller (* vor 1889; † nach 1900) war ein deutscher Architekt, Fachlehrer, Sachbuch-Autor und Sachverständiger.

## Leben

Annonce Winkelmüllers für seine Mappenwerke „Zimmereinrichtungen ...“ in der Holzarbeiter-Zeitung vom 30. Juni 1895

Otto Winkelmüller wirkte ab 1889 als Fachlehrer und ausweislich des Adreßbuch, Stadt- und Geschäftshandbuch der Königlichen Residenzstadt Hannover und der Stadt Linden für das Jahr 1900 als Architekt sowie als Lehrer an der städtischen Handwerk- und Kunstgewerbeschule von Hannover, während er dort seinerzeit privat im Haus Freytagstraße 18 in der 2. Etage wohnte. Ebenfalls im Jahr 1900 war Winkelmüller, gemeinsam mit dem Wirklichen Geheimen Oberregierungsrat Carl Christian Lüders sowie dem Direktor der städtischen Tischlerschule zu Berlin Adolf Gustävel, als Fachlehrer einer von drei Sachverständigen, der vom preußischen Minister für Handel und Gewerbe Ludwig Brefeld geprüften und für den Unterricht empfohlenen Musterzeichnungen zur Erläuterung des Lehrplanes für Tischler.

## Schriften (Auswahl)
- Der Treppenbau. In: Fachblatt für Holzarbeiter, 3. Jahrgang 1908, Heft 4 (April 1908).
- Masszeichnen nach Modellen (Mappenwerk),
  - Band 1: Für Möbeltischler. (12 Tafeln mit Text auf Rückseite und Umschlag) 4. verbesserte Auflage, 1908.[2]
  - Band 7: Für Bautischler. (12 Tafeln) 2. Auflage[2]
- Fachzeichnen nach Massskizzen, Mustern und Modellen, Band 5: Für Stellmacher. 2. Auflage[2]
- Fachzeichnen für Böttcher, Bautischler, Möbeltischler und Stellmacher. (= Lehrhefte für den Einzelunterricht an Gewerbe- und Handwerkerschulen.)[2]
- Der Holztreppenbau. 2 Bände (Text- und Mappenwerk), Kommissionsverlag Albert Lockemann, Hannover 1928.